# Opservatorij Parkes
Radioteleskop Parkes ili Opservatorij Parkes (eng. Parkes Observatory) radioteleskop je smješten 20 km od mjesta Parkes, u Novom Južnom Walesu, u Australiji. Bio je jedan od nekoliko antena koje su pratile i primale signal za vrijeme legendarnog spuštanja svemirske letjelice Apollo 11 na Mjesec 20. srpnja 1969. i uspješno je prenosio signal 2 i pol sata.
Završen je s gradnjom 1961. godine.
Reflektor ima promjer 64 m i podešen je za milimetarske i centimetarske radio valove. Osim za Apollo 11, Parkes radio teleskop je bio uključen i u sljedeće misije:
- Mariner 2
- Mariner 4
- Program Voyager
- Giotto
- Galileo
- Cassini-Huygens

Poznat je i po tome što je više od pola otkrivenih pulsara do danas, obavljeno preko radio teleskopa Parkesa.

## Vanjske poveznice
- The dish and the great beyond  Arhivirana inačica izvorne stranice od 26. kolovoza 2010. (Wayback Machine)
- ABC Science, 2001: 40 years of the Dish
- View the dish in action  Arhivirana inačica izvorne stranice od 10. travnja 2011. (Wayback Machine)
- Observation of Mariner IV with the Parkes 210-ft Radio Telescope
- The sound of the Universe singing - ABC Radio National radio documentary on the story of 'the dish' since its construction